# Barges (Haute-Loire)
Barges é uma comuna francesa na região administrativa de Auvérnia-Ródano-Alpes, no departamento de Alto Loire. Estende-se por uma área de 7 km². Em 2010 a comuna tinha 108 habitantes (densidade: 15,4 hab./km²).